# Venezia Mestre Ospedale
Venezia Mestre Ospedale (włoski: Stazione di Venezia Mestre Ospedale) – przystanek kolejowy w Wenecji, w dzielnicy Mestre, w prowincji Wenecja, w regionie Wenecja Euganejska, we Włoszech. Znajduje się na linii Wenecja – Udine.
Został otwarty w 2008 do obsługi Ospedale dell'Angelo.
Według klasyfikacji RFI posiada kategorię srebrną.

## Historia
Przystanek został uruchomiony 30 maja 2008. Jednak dopiero 5 października 2008 roku wszedł w regularne użytkowanie, które zapewnia zatrzymanie ograniczonej liczby pociągów regionalnych, które nie zatrzymują się w godzinach szczytu, aż do usług SFMR. Przed otwarciem stacja była nazywana Terraglio/Ospedale lub Terraglio.
Został zbudowany w ciągu dwóch lat (od 12 października 2006 -2008) przez NET Engineering, kosztem 7,7 mln euro, aby służyć nowemu ospedale dell'Angelo w Mestre (szczególnie ułatwiających dostęp od weneckich wysp) i handlowej dzielnicy AEV Terraglio.

## Linie kolejowe
- Wenecja – Udine